# Констан Пермеке
Конста́н Пе́рмеке (нід. Constant Permeke, МФА: [kɔ̃ ˈstɑ̃ ˑ pɛʀˈmeˑkə]; 31 липня 1886, Антверпен, Бельгія — 4 січня 1952, Остенде, Бельгія) — бельгійський художник і скульптор, представник експресіонізму.

## Біографія
Констан Пермеке народився 31 липня 1886 року в Антверпені (Бельгія) в родині художника-пейзажиста Анрі Луї Пермеке. Від 1892 року сім'я жила в Остенде, де Констанів батько в 1897 році став хранителем міського музею образотворчих мистецтв.
Констан Пермеке відвідував з 1903 по 1906 рік художню академію в Брюгге, потім у 1906 році був призваний на військову службу, яку проходив у Генті. Там він також записався в академію і познайомився з такими видними в майбутньому бельгійськими художниками, як Фріц ван дер Берге та Густав де Смет. При Гентській художній академії склалось коло молодих художників, які під впливом живописця Еміля Клауса заснували художню колонію неподалік від Гента в Сінт-Мартенс-Латем (так звана «Латемська школа»).
У березні 1908 року термін військової служби Пермеке закінчився, і він повернувся в Остенде. Разом з Гюставом де Сметом вони зняли номер у готелі на вулиці Kaaistraat. У результаті контактів із повсякденним життям рибалок живопис Пермеке еволюціонував від багатства кольорів, яке притамане його раннім роботам, що писалися під впливом Еміля Клауса, до композицій у темних — коричневих і чорних тонах, які характерні для всієї творчості зрілого Пермеке.
Навесні 1909 року Пермеке знову вирушив у Латемську художню колонію, але відчув, що його роботи стоять осторонь від робіт решти художників, за винятком Альберта Серваєса. Останній, з яким Пермеке запізнався ще у Гентській академії, був яскравим представником експресіонізму, фактично першим у Бельгії.
27 червня 1912 року Констан Пермеке одружився з Марією Делаере й оселився з нею в рибальському районі Вурторенвейк (Vuurtorenwijk) в Остенде. У цей час остаточно формуються риси його художнього стилю: нечіткі обриси фігур у темних тонах.
У 1914 році з початком Першої світової війни Пермеке був призваний в армію — його відправили на захист Антверпена. Він був тяжко поранений поблизу Дюффела й відправлений до Великої Британії на лікування. Його дружина і мати також приїхали до Великої Британії, і Пермеке оселився у Фолкестоуні (графство Кент), де народився його перший син Джон. У березні 1916 року родина переїхала в Чардсток (графство Девоншир). Поступово Пермеке відновлювався від поранення, хоча все ще ходив на милицях, і знову взявся за живопис. Відтак, 1919 року сім'я, в якій було вже троє дітей, повернулася в Остенде.
Справжній успіх до Констана Пермеке прийшов у 1921 році, коли відразу в двох галереях, в Брюсселі і в Парижі, відбулися його виставки, що не пройшло повз увагу критики.
У 1926 році Констан Пермеке недовго перебував у швейцарському Веве, де експериментував з гірськими пейзажами.
У 1930 році Пермеке придбав будинок «На чотирьох вітрах» (De Vier Winden) у бельгійському Яббеке, де жив до самої смерті. У цьому будинку в теперішній час міститься музей художника. Будинок розташований далеко від берега моря, і це спричинилось до зміни сюжетів у творах художника: місце рибалок та моря у них посіли селяни. Однак саме 1930-і роки були найпродуктивнішим періодом у творчості Пермеке, в цей же час він створив свої найкращі картини. Відтак, у 1934 році до художника прийшло міжнародне визнання, коли він узяв участь у венеціанському бієнале.
У 1937 році Пермеке вперше спробував свої сили як скульптор.
У роки німецької окупації (1940—44) мистецтво Пермеке було визнано «дегенеративним», його син був арештований і вивезений до Німеччини (повернувся в 1946 році), а сам художник був змушений переселитися до Брюсселя.
По війні, в грудні 1945 року Констан Пермеке був призначений директором Королівської академії мистецтв у Антверпені (наступник Ісидора Опсомера), але за рік пішов у відставку.
У 1947—48 роках відбулась велика ретроспективна виставка Пермеке в Парижі.
Навесні 1951 року на запрошення французького художника Моріса де Вламінка Пермеке здійснив десятиденну подорож до Бретані. Після мандрівки стан здоров'я митця погіршився, і з листопада того року він був змушений залишатися в ліжку. Констан Пермеке помер 4 січня 1952 року в лікарні у Остенде. На його могилі була встановлена скульптура відомого скульптора Жоржа Мінне (†1941), члена латемської колонії митців.

## Вшанування
Іменем Констана Пермеке названі вулиці у декількох містах Бельгії, в тому числі Брюсселі, Антверпені і Остенде.
На честь митця тричі (1957, 1961, 1993) випускалися поштові марки.
Художник був також зображений на останній (перед запровадженням у обіг євро) банкноті в 1000 бельгійських франків.